# Muraltia
Muraltia é um género botânico pertencente à família Polygalaceae.